# Regnów
Regnów is een dorp in het Poolse woiwodschap Łódź, in het district Rawski. De plaats maakt deel uit van de gemeente Regnów en telt 340 inwoners.